# شويعرة صلبة
الشويعرة الصلبة أو الشويعرة القاطعة نوع نباتي يتبع جنس الشويعرة من الفصيلة النجيلية.

## الموطن والانتشار
الموطن الأصلي هذا النوع المشرق العربي وحوض البحر الأبيض المتوسط وغرب أوروبا.